# 第4回日劇學院賞
←第3回 - 第4回 - 第5回→
第4回日劇學院賞，為針對1995年1月到3月在日本播出的冬季檔連續劇之投票與評比。此季由描寫未婚母親的月九作品《全為了妳》獲得最優秀作品賞，主演的中山美穗亦以此劇獲得最佳女主角獎；初主演連續劇的中居正廣則以《廚藝小天王》獲最佳男主角及新人獎。

## 最優秀作品賞
《全為了妳》

## 演技類

### 主演男優賞
中居正廣（《廚藝小天王》）

### 主演女優賞
中山美穗（《全為了妳》）

### 助演男優賞
高橋克典（《全為了妳》）

### 助演女優賞
荻野目慶子（《揺れる想い》）

### 新人賞
中居正廣（《廚藝小天王》）

## 製作類

### 服裝造型賞
本木雅弘（《白雪情緣》）

### 攝影賞
CX《白雪情緣》

### 編劇賞
大石靜（《遲來的春天》）

### 導演賞
福澤克雄、伊佐野英樹、北川雅一、土井裕泰（《遲來的春天》）

### 卡司賞
《二見鍾情》

### 片頭賞
福澤克雄（《遲來的春天》）

### 主題曲賞
福山雅治〈HELLO〉（《白雪情緣》）

## 特別賞
《廚藝小天王》中的料理指導人員